# フォーン＝アルデシュ・クラシック
フォーン＝アルデシュ・クラシック（Faun-Ardèche Classic）は、例年2月下旬、フランス、アルデシュ県で開催される、自転車競技、ロードレースにおける、ワンデイレース。
別名、スヴニール・フランシス・ドルプシュ（Souvenir Francis Delpech、意訳:フランシス・ドルプシュ メモリアル）。
2001年から2007年までは、国際自転車競技連合(UCI)が関与しない国内大会の扱いだったが、2008年よりUCIヨーロッパツアーに組み入れられた。
当初のカテゴリは1.2だったが、2010年より1.1に格上げされた。2020年にUCIプロシリーズに昇格。
レース名は2020年から現名称。過去の変遷は以下の通り。
- 2001年～2012年：レ・ブークル・デュ・スュド・アルデシュ（Les Boucles du Sud Ardèche）
- 2013年～2017年：クラシック・スュド・アルデシュ（Classic Sud Ardèche）
- 2018年～2019年：クラシック・ドゥ・ラルデシュ・ローヌ・クリュソル（Classic de l'Ardèche Rhône Crussol）

## 歴代優勝者
| 年   | 優勝者                     | 国籍           |
| ---- | -------------------------- | -------------- |
| 2001 | トマ・ベルナブ             | フランス       |
| 2002 | トム・コラ                 | フランス       |
| 2003 | イカム・メナド             | アルジェリア   |
| 2004 | アレクサンドル・サバリン   | ベラルーシ     |
| 2005 | ファビアン・フレシニェ     | フランス       |
| 2006 | ジャン＝クリストフ・ペロー | フランス       |
| 2007 | エフゲニー・ソコロフ       | フランス       |
| 2008 | ガティス・スムクリス       | ラトビア       |
| 2009 | フレディ・ビショ           | フランス       |
| 2010 | クリストフ・リブロン       | フランス       |
| 2011 | アルテュル・ヴィショ       | フランス       |
| 2012 | レミ・ポリオル             | フランス       |
| 2013 | マテュー・ドルジョン       | フランス       |
| 2014 | フロリアン・ヴァション     | フランス       |
| 2015 | エドゥアルド・セプルベダ   | アルゼンチン   |
| 2016 | ペトル・ヴァコッチ         | チェコ         |
| 2017 | マウロ・フィネット         | イタリア       |
| 2018 | ロマン・バルデ             | フランス       |
| 2019 | リリアン・カルメジャーヌ   | フランス       |
| 2020 | レミ・カヴァニャ           | フランス       |
| 2021 | ダヴィド・ゴデュ           | フランス       |
| 2022 | ブランドン・マクナルティ   | アメリカ合衆国 |
| 2023 | ジュリアン・アラフィリップ | フランス       |
| 2024 | フアン・アユソ             | スペイン       |
| 2025 | ロマン・グレゴワール       | フランス       |